# Láska ve sněhu
Láska ve sněhu (v německém originále Liebe im Schnee, v české úpravě hráno jako Pierotova poslední láska) je první úspěšná opereta vídeňského skladatele pocházejícího z Moravy Ralpha Benatzkého, který k ní napsal hudbu a spolu s Willi Pragerem i libreto. Poprvé byla uvedena 2. prosince 1916 ve Vídni v Ronacherově divadle.

## Historie a charakteristika
Ačkoli Benatzky v době první světové války již měl za sebou řadu menších jevištních děl a první celovečerní operetu Der lachende Dreibund premiérovanou v Berlíně roku 1913, byl znám především jako autor kabaretních písní a prvního výrazného úspěchu dosáhl až operetou Láska ve sněhu. Začal na ní pracovat již roku 1911, kdy bylo již hotovo libreto, pak však práci na několik let přerušil a vrátil se k ní až roku 1915. Teprve na konci roku 1916, krátce po pohřbu císaře Františka Josefa I., byla opereta uvedena na jeviště varietního sálu Etablissement Ronacher, který nepatřil mezi přední vídeňská divadla, hudební program však v něm vedl skladatel a úspěšný autor operet Oscar Straus, který Benatzkého operetu i dirigoval. Režii měl Miksa Préger, choreografii Hilde von Radnay a hlavním reklamním trumfem bylo vystupování tehdejší operetní hvězdy Mizzi Güntherové v hlavní roli. Kritika označila dílo za „milostně-sentimentální“: „I zde se děje, co se už událo tolikrát: po dva akty se postavy snaží přemostit stavovské rozdíly zpěvem a tancem, ale vše nadarmo, v dohře se lámou šlechetná srdce v pomalém tříčtvrtečním taktu.“ Zatímco lyrický děj se trochu táhl a vtipy byly vesměs obehrané, pochvalu sklidily texty písní z Benatzkého dílny.
Hudba byla přijata rovněž příznivě, byť podle kritiky „Benatzky nemá sice žádnou výraznou osobitost, zato však vkus a grácii, není žádný novátor, zato však melodik“ – s talentem pro vtíravé melodie. Český znalec operety Miroslav Šulc ji označuje za „poetický obrázek starých časů, protkaný nezvyklou vroucností a vkusným humorem,“ a její hudbu charakterizuje jako „ve všech směrech noblesní“.
V českých zemích se Láska ve sněhu poprvé hrála v městském divadle v Teplicích 13. května 1917, následovala některá další německojazyčná divadla (Karlovy Vary, Brno…). V češtině se hrála pouze v překladu Dyny Hallové a podstatné úpravě Josefa Kubíka v Aréně na Smíchově pod názvem Pierotova poslední láka. Premiéra se konala 19. ledna 1918, inscenaci režíroval Josef Kubík a dirigoval Emilian Starý.
Na sklonku života v americkém exilu skladatel operetu přepracoval. Tato verze (Love in Snow) v překladu a úpravě Rowlanda Leigha měla premiéru v březnu 1946 v Hartfordu.
Největší popularity z operety dosáhly písně Liebe im Schnee hat nicht Bestand, Du mein Geliebter, ich küsse dich, Wenn die Vöglein heimwärts ziehen, Was jede Kochin summt.

## Osoby a první obsazení
- Kníže Dagobert, zpívaná a mluvená role – Artur Guttmann
- Gertrud, jeho dcera, soprán (subreta) – Mizzi Günther
- Paní ze Siebertů, zpívaná a mluvená role – Sorel
- Gedeon von Römmler, zpívaná a mluvená role
- Ellen Kramerová, členka knížecího rezidenčního divadla (soprán) – Suchy
- Hendrik van Rhyn, člen knížecího rezidenčního divadla – Pfann
- Slečna z Gießbachu, dvorní dáma, zpívaná a mluvená role – Griebl
- Slečna z Walteggu, dvorní dáma, zpívaná a mluvená role
- Starosta Sassenu, komik
- Jeho manželka, zpívaná a mluvená role
- Hofmistr, zpívaná a mluvená role
- Friedrich z Treuchtlingenu, Hans Jakob z Altenhoffu, Wulf Kreuzwendedich z Öls-Ölsu, zpívané a mluvené role
- Vévoda z Parthay, zpívaná a mluvená role – Nästelberger
- Baletní mistr Romuald Pstankiewicz
- Pánové a dámy od dvora, členky baletu, služebnictvo, stráže

## Instrumentace
Dvě flétny, dva hoboje, dva klarinety, dva fagoty, čtyři lesní rohy, dvě trubky, tři pozouny, bubny, harfa, celesta, smyčce. Jevištní hudba: flétna, trubka, harmonium, první housle, druhé housle, viola, violoncello, kontrabas.

## Děj operety
Odehrává se „v současnosti“, tj. před rokem 1914.

### 1. dějství
(Parádní světnice paní radové ze Siebertů v malém městečku Sassenu, v blízkosti knížecí rezidence) Paní ze Siebertů byla za mlada láskou místního panovníka, knížete Dagoberta, a ještě dnes je stará dáma jeho důvěrnicí. U ní se vždy zastaví, když zavítá do Sassenu, u ní nyní dlí i princezna Gertrud, čiperná mladá dívka, dosud nenakažená dvorským ovzduším, ale jinak ve všem dcera svého bezstarostného otce. Předmětem její touhy je první tenor dvorní opery, Hendrik van Rhyn, se kterým se v Sassenu schází k pohoršení své vychovatelky, staré dvorní dámy slečny z Gießbachu. I papá zeměpán horuje pro divadlo. Tentokrát padlo jeho oko na slečnu Ellen Kramerovou, a zatímco dvorské noviny musí ohlásit, že kníže bude nocovat na loveckém zámečku, ten je na cestě sněhem do hostince U medvěda, kde jej milenka očekává.

### 2. dějství
(Přijímací salón knížecího zámku v Landskronu) O silvestrovské noci toho roku, kdy princezna dosáhne věku 20 let, se podle starého zvyku musí hrát na scéně v zámeckém sále „Hra o růži“ a následně si musí princezna zvolit jednoho z urozených uchazečů o svou ruku za manžela. Ohlásilo se pět nápadníků. Čtyři z nich se ukáží být hlupáky, ale pátý, vévoda z Parthay, se umí ukázat v příznivějším světle. Princezna ale vzdorně trvá na svém Hendrikovi. Vévoda z Parthay to pochopí a je natolik diplomatickým, že dokáže trapnou situaci obezřetně uklidnit. Kníže zažije bouřlivou scénu se svou velmi temperamentní milenkou Ellen Kramerovou, jež se na něj hněvá proto, že jím darované šperky byly jako falešné, a poté se konečně může hrát „Hra o růži“. Gertrud hraje s Hendrikem hlavní role a ve své vášni pro pěvce se natolik zapomene, že jej přímo na scéně políbí. Vévoda z Parthay znovu svou obratností zachrání situaci a tím pohne Gertrud k tomu, aby si mezi nápadníky zvolila jeho, načež je vyhlášeno jejich zasnoubení.

### 3. dějství
(Konverzační místnost dvorního divadla) Vévoda z Parthay se oženil s Gertrud a převzal vládu v zemi. Starý kníže se nyní může plně věnovat své nejmilejší zálibě, totiž laškování s rozkošnými baletkami svého dvorního divadla. Avšak Ellen Kramerová, která jej plně ovládá a využívá, mu vždy udělá čáru přes rozpočet. Vévoda se ke své choti chová nejvybranějším způsobem, ale protože cítí, že Gertrud má stále náklonnost k Henrdrikovi, postará se o jeho odchod tím, že mu zařídí angažmá u královského divadla velkého sousedního státu. Při jeho rozlučkovém představení slyší Gertruda naposledy svého dřívějšího miláčka a je plna vděku k vévodovi, který jí citlivě umožní, aby dala pěvci přátelské sbohem a malý dárek jako upomínka na jejich bývalou „lásku ve sněhu“.

## Nahrávky
- 1962 (CD 2013 Cantus Classics). Hrají a zpívají: (Gertrud) Sonja Knittel, (Hendrick) Franz Borsos, (paní ze Siebertů) Marianne Lozal, (Gedeon) Karl Böhm), (Dagobert) Emmerich Arleth, (Ellen Kramer) Else Macha, (vévoda z Parthay) Adolf Ario, (slečna z Gießbachu) Poldi Wilczek, (slečna z Walteggu) Lottle Ledl, (starosta) Franz Emmerich, (starostová) Mimi Stelzer, (hofmistr) Emmerich Vukovic. Orchestr a sbor vídeňského rozhlasu řídí Max Schönherr.